# Cordillera Hamersley
La cordillera Hamersley es una región montañosa de la región de Pilbara en Australia Occidental. La cordillera fue nombrada el 12 de junio de 1861 por el explorador Francis Thomas Gregory en honor a Edward Hamersley, un destacado promotor de su expedición de exploración al noroeste. El Parque Nacional Karijini (anteriormente conocido como Parque Nacional Cordillera Hamersley) se encuentra dentro de la cordillera.

## Historia
Los propietarios aborígenes tradicionales del área que atraviesa la cordillera son los pueblos Puutu Kunti Kurrama y Pinikura.
En 1999, una pequeña cordillera dentro de Hamersley recibió el nombre de cordillera Hancock, en honor a una familia que fue pionera en la zona. La cordillera Hancock está al este del parque nacional Karijini en una región de amplios valles y picos que se elevan a casi 1200 metros (3937 pies). La cordillera Hancock está cerca de la estación Mulga Downs, propiedad de la familia Hancock y donde está enterrado el empresario minero Lang Hancock, quien descubrió el depósito de mineral de hierro más grande del mundo en 1962 sobrevolando la cordillera Hamersley.

## Geografía
La cordillera se extiende desde el río Fortescue en el noreste, unos 460 kilómetros (285,8 mi) al sur. La cordillera contiene el punto más alto de Australia Occidental, el Monte Meharry, que alcanza aproximadamente 1249 metros (4098 pies) de altura. Hay muchos desfiladeros extensamente erosionados, como el desfiladero de Wittenoom. Los veinte picos más altos de Australia Occidental se encuentran en la cordillera Hamersley, incluyendo los montes Bruce (1234 m), Nameless/Jarndunmunha (1115 m), Reeder Nichols (1109 m), Samson (1107 m), Truchanas (1148 m) y Tom Price (775 m).
El parque nacional Karijini (anteriormente denominado parque nacional Hamersley), uno de los parques nacionales más grandes de Australia, se encuentra en el centro de la cordillera.

## Minería

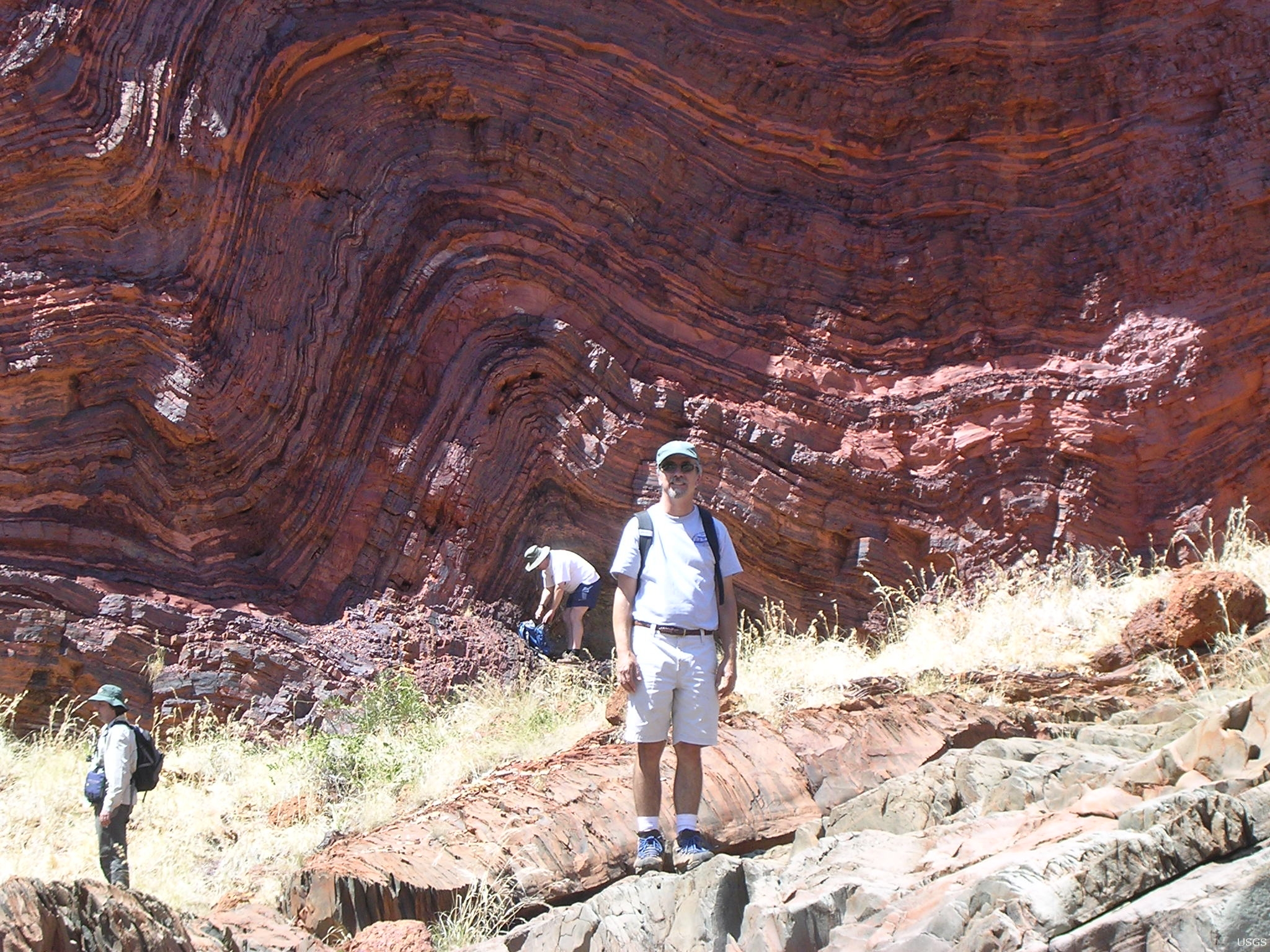
Geólogo de pie frente a una formación de hierro bandeado de la cordillera Hamersley

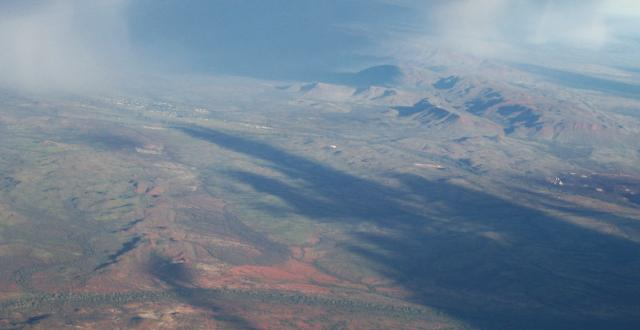
Vista aérea de Paraburdoo y la cordillera Hamersley

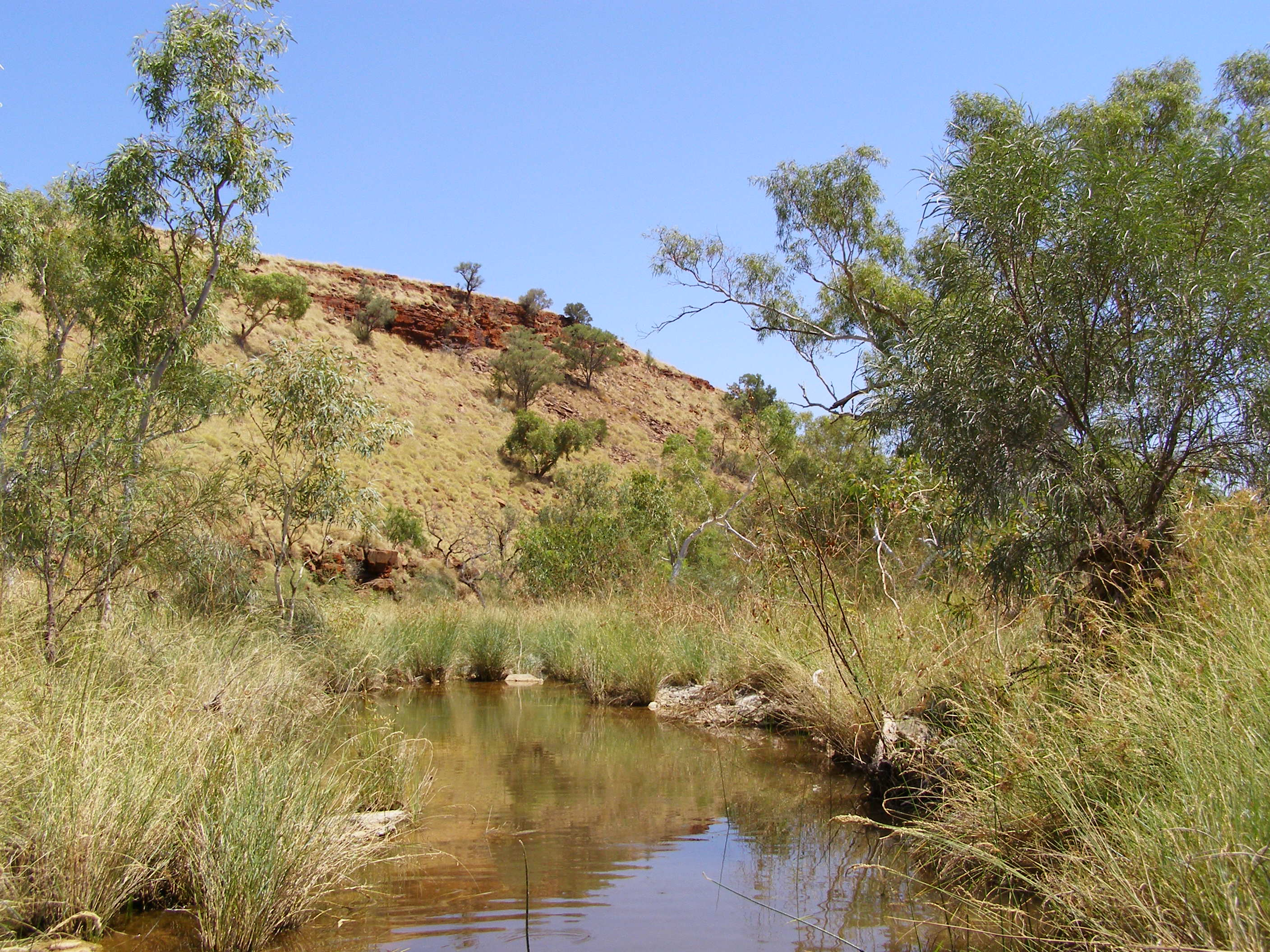
Cordillera Hamersley, región de Pilbara

La cordillera contiene grandes depósitos de mineral de hierro, que producen una gran proporción de las exportaciones de hierro de Australia. Se asocia predominantemente con formaciones de hierro bandeado. Los principales productores de hierro de Australia Occidental tienen minas, comunidades y vías férreas a lo largo de la cordillera. Rio Tinto opera varias minas de mineral de hierro dentro de la cordillera, incluidas Mount Tom Price, Marandoo, Brockman, Channar, West Angelas, la mina Mesa A y Paraburdoo. Anualmente se extraen de la cordillera más de 100 millones de toneladas de mineral de hierro.
La existencia de crocidolita (amianto azul) en la cordillera Hamersley se conoce desde 1915. En 1917 se descubrió crocidolita en Wittenoom, se extrajo a partir de la década de 1930 y se suspendió en 1966 debido a los costos de producción no rentables. Wittenoom, era la única ciudad minera de asbesto azul de Australia.

### Desfiladero de Juukan
Una cueva en el desfiladero de Juukan, a unos 60 kilómetros (37,3 mi) del monte Tom Price, fue uno de los sitios más antiguos de la región occidental de Pilbara, y el único del interior de Australia que mostró signos de ocupación humana continua durante la Edad de Hielo. La cueva fue destruida por Rio Tinto junto con otro sitio sagrado aborigen el 23 de mayo de 2020 como parte de su expansión de la mina Brockman 4.